# 자전거를 타고 온 크리스마스
"자전거를 타고 온 크리스마스"(Christmas Comes On A Bicycle)는 한국에서 제작된 박선욱 감독의 2003년 드라마 영화이다. 김태우 등이 주연으로 출연하였다.

## 출연

### 주연
- 김태우
- 이진수
- 금가루

## 기타
- 촬영부: 조정희
- 조명: 박노섭
- 믹싱: 김봉수
- 작곡: 이택현
- 미술: 신현무
- 애니메이션: 이준영